# Sasha Luss
Sasha Luss   (Magadan, 6 de juny de 1992) és una model i actriu russa. Va començar la seva carrera de model el 2006 a IQ Models a Moscou i el 2008 van aparèixer fotografies seves a l'edició russa de Vogue i L'Officiel. El 2011 es va traslladar a Avant Models i va ser descoberta en un anunci de diari per Karl Lagerfeld, qui la va contractar per als programes de Chanel. Posteriorment, va modelar en campanyes de Christian Dior, Valentino, Balmain i Tommy Hilfiger i va estar a les portades de Vogue i Elle, contractada per Women Management, Elite Model Management i Models IMG.
Va debutar al cine el 2017 a Valerian i la ciutat dels mil planetes de Luc Besson. com a la princesa Lïhio-Minaa. El 2019 va protagonitzar Anna, de Luc Besson, interpretant, amb Helen Mirren, Luke Evans i Cillian Murphy el personatge del títol, Anna Poliatova, una model que també treballa com a assassina contractada pel servei secret rus KGB.